# Cuộc đua xe đạp tranh Cúp truyền hình Thành phố Hồ Chí Minh 2001
Cuộc đua xe đạp toàn quốc tranh Cúp truyền hình Thành phố Hồ Chí Minh 2001 là giải đấu lần thứ 13 của Cuộc đua xe đạp toàn quốc tranh Cúp truyền hình Thành phố Hồ Chí Minh do Ban Thể dục - Thể thao, Đài Truyền hình Thành phố Hồ Chí Minh và Tổng cục Thể dục – Thể thao Việt Nam phối hợp tổ chức, diễn ra từ ngày 21 tháng 4 đến ngày 30 tháng 4 năm 2001. Cuộc đua gồm 10 chặng với tổng lộ trình 1057,2 km, xuất phát từ Thành phố Hồ Chí Minh đến Nha Trang (Khánh Hòa) và ngược lại. Tổng cộng có 79 vận động viên đến từ 16 đội đua tham gia cuộc đua lần này.
Trương Quốc Thắng của đội Khách sạn Thanh Bình giành áo vàng chung cuộc trong cuộc đua lần này, là lần thứ ba anh giành áo vàng tại giải.

## Công bố
| Giải thưởng         | Tiền thưởng     |
| Từng chặng          | Từng chặng      |
| ------------------- | --------------- |
| Về nhất             | 1.000.000 đồng  |
| Chung cuộc          |                 |
| Áo vàng             | 15.000.000 đồng |
| Áo chấm đỏ          | 5.000.000 đồng  |
| Áo xanh             | 5.000.000 đồng  |
| Đồng đội chung cuộc | 10.000.000 đồng |
| Đội Phong cách      | 3.000.000 đồng  |
| VĐV trẻ xuất sắc    | 2.000.000 đồng  |

Thông tin về Cuộc đua xe đạp toàn quốc tranh Cúp Truyền hình Thành phố Hồ Chí Minh 2001 được công bố vào tháng 4 năm 2001 trong một cuộc họp báo trước khi khởi tranh giải. Ban tổ chức đã công bố lộ trình cuộc đua với tổng lộ trình ban đầu dài 1104,4 km; sau đó được thay đổi còn 1057,2 km.
Đài Truyền hình Thành phố Hồ Chí Minh cho biết việc tổ chức này nhằm hướng tới kỷ niệm 26 năm ngày Giải phóng miền Nam - Thống nhất đất nước và chuẩn bị cho Đại hội Thể thao Đông Nam Á 2001.

## Danh sách tham dự
Cuộc đua lần thứ 13 quy tụ các đội đua:
- Domesco Đồng Tháp
- Thanh niên Cảng Sài Gòn
- Cảng Sài Gòn
- Khách sạn Thanh Bình
- Thanh niên Công an Tiền Giang
- Công an Tiền Giang
- Hoàn Kiếm Hà Nội
- Trẻ Quân khu 7
- Quân khu 7
- Bến Tre
- Cần Thơ
- Vĩnh Long
- Quận 1
- Thốt Nốt
- Bảo vệ thực vật An Giang

## Lộ trình và kết quả từng chặng
| Chặng | Ngày       | Đoạn đường                                            | Khoảng cách | Nhất chặng                      |
| ----- | ---------- | ----------------------------------------------------- | ----------- | ------------------------------- |
| 1     | 21 tháng 4 | Thành phố Hồ Chí Minh đi Vũng Tàu (Bà Rịa - Vũng Tàu) | 112 km      |                                 |
| 2     | 22 tháng 4 | Vũng Tàu đi Phan Thiết (Bình Thuận)                   | 161 km      |                                 |
| 3     | 23 tháng 4 | Phan Thiết đi Phan Rang (Ninh Thuận)                  | 147 km      | Nguyễn Nam Cực (Cảng Sài Gòn)   |
| 4     | 24 tháng 4 | Phan Rang đi Nha Trang (Khánh Hòa)                    | 102 km      | Nguyễn Hữu Hiền (BVTV An Giang) |
| 5     | 25 tháng 4 | Đua nước rút đường Trần Phú (Nha Trang)               | 200 m       | Nguyễn Nam Cực (Cảng Sài Gòn)   |
| 6     | 26 tháng 4 | Nha Trang đi Phan Rang                                | 102 km      |                                 |
| 7     | 27 tháng 4 | Phan Rang đi Đà Lạt (Lâm Đồng)                        | 121 km      |                                 |
| 8     | 28 tháng 4 | Vòng đua hồ Xuân Hương (Đà Lạt) (10 vòng x 5,1 km)    | 51 km       |                                 |
| 9     | 29 tháng 4 | Đà Lạt đi Bảo Lộc (Lâm Đồng)                          | 101 km      |                                 |
| 10    | 30 tháng 4 | Bảo Lộc đi Thành phố Hồ Chí Minh                      | 160 km      |                                 |

## Xếp hạng chung cuộc
|                       | Vận động viên     | Đội                  | Tham khảo |
| --------------------- | ----------------- | -------------------- | --------- |
| Áo vàng               | Trương Quốc Thắng | Khách sạn Thanh Bình | [ 2 ]     |
| Áo chấm đỏ            | Trương Quốc Thắng | Khách sạn Thanh Bình | [ 2 ]     |
| Áo xanh               | Nguyễn Nam Cực    | Cảng Sài Gòn         | [ 2 ]     |
| Giải đồng đội         | Domesco Đồng Tháp | Domesco Đồng Tháp    | [ 2 ]     |
| Giải VĐV trẻ xuất sắc | Trương Thế Nhựt   | Vĩnh Long            | [ 2 ]     |

## Truyền hình
Các chặng đua được truyền hình trực tiếp trên kênh HTV9.